# Vesperae de Dominica (Mozart)

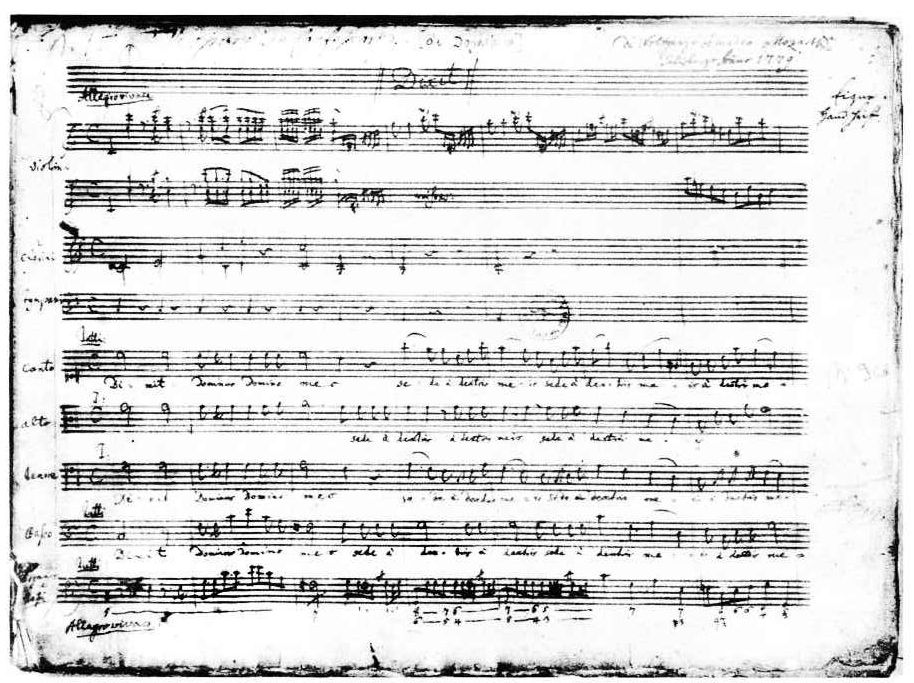
Primera página de la partitura autógrafa del primer movimiento de las Vesperae de Dominica.

Las Vesperæ de Dominica (en latín, vísperas del Domingo) en do mayor, K. 321, es una obra religiosa para voces solistas (soprano, contralto, tenor, bajo), mixtas coro, orquesta y órgano compuesto por Wolfgang Amadeus Mozart en 1779. Se escribió en Salzburgo por requerimiento del Arzobispo Colloredo.

## Estructura
Consta de seis movimientos:
1. Dixit Dominus
2. Confitebor
3. Beatus vir
4. Laudate pueri
5. Laudate Dominum
6. Magnificat